# 대한민국-중화민국 관계
대한민국과 중화민국(대만) 간의 관계(大韓民國과 中華民國 間의 關係)는 1948년 8월에 대한민국 정부 수립 초기부터 본격적으로 시작되었으나, 1992년 8월 대한민국이 중화인민공화국과 수교하여 외교관계가 단절되었다. 1993년부터 현재까지 타이베이 대표부를 통한 간접적인 관계를 맺고 있다.
대한민국의 대(對)중화민국 수출은 148억3049만 미국 달러, 중화민국의 대(對)대한민국 수출은 136억4708만 미국 달러(각 2010년)에 달한다. 중화민국은 대한민국에 있어서 제6위의 수출국, 제8위의 수입국이다.

## 외교사
냉전 시절 동안 대한민국과 중화민국은 강력한 동맹국으로, 반공주의와 국토수복(분단국가) 문제를 공유하며 협력하였다. 1990년대 이전까지 대한민국에서는 ‘중국’을 주로 중화민국의 약칭으로 사용하였으며, 중화인민공화국을 중국 공산당의 준말인 중공(中共), 중화민국을 자유중국(自由中國, Free China) 또는 반공중국(反共中國, Anti-communist China)이라고도 불렀다. 노태우 정부의 북방 정책 이후로 대한민국은 중화인민공화국을 ‘중국’이라고 부르고, 중화민국은 ‘대만’(타이완)이라고 부르는 빈도가 높아졌다. 대한민국은 1992년 국민에게 선포하여 중국과 공식적인 수교관계를 맺음으로써 약 44년 동안 지속된 대한민국과 대만과의 공식 관계는 끊어졌다.

### 대한민국정부 수립 이전
중화민국은 상하이에 근거지를 둔 대한민국 임시정부의 활동을 지원하기도 하였다.

### 정식 수교
1948년 8월 13일 오후 5시 반, 주대한민국 초대 중화민국 대사 류위완(중국어: 劉馭萬)은 이화장의 이승만 대통령에게 한중 간 수교에 대한 친서를 전달하였다. 중화민국은 대한민국의 최초 수교국이다. 대한민국은 중국에 특사관을 설치하였다.

### 1948년 ~ 1992년
1948년 11월 이승만은 정환범(鄭桓範)을 주중 특사로 임명했다. 또한 특사관 창설을 위해 이정방(李鼎邦) 참사관, 최문경(崔文卿) 1등서기관, 한유동(韓有東) 주사 등 3명을 먼저 난징시에 파견했다. 이들은 노스웨스트 항공의 DC4기 편을 이용, 김포비행장(현 김포국제공항)을 출발하여 중화민국(현 중화인민공화국)상하이에 도착하여, 상하이의 교민들에게 특사관 창설을 알리고 사무실, 집기 등을 마련한 뒤 11월 6일 비로소 난징시에 도착하였다.
한편 일행이 난징에 도착하고 며칠 후 난징이 중국 인민해방군(중공군)에 함락될 것이라는 소문이 나돌고 있었다. 이러한 상황 속에서, 중화민국 외교부의 안내로 투숙하게 된 호텔 예빈관 3층에 사무실을 차리고 11월 7일 창 밖에 《大韓民國駐中特使館》(대한민국 주중 특사관)이라는 현판을 걸었다. 이 특사관은 대한민국 최초의 재외공관이었고, 중화민국의 36번째 외국 공관이었다.
1949년 1월 4일 중화민국은 대한민국을 정식으로 승인하였다. 같은 날, 주한 중화민국 대사관이 서울특별시 중구 명동에 정식으로 설립되었다. 특사관 선발대는 호텔에 묵으면서 특사관 자리를 물색하려 했던 당초의 계획을 포기하고 그들이 마련해 준 비행기에 "대한민국 특사관"이란 간판을 싣고 1949년 4월, 다음의 피난 수도인 광저우로 떠났다. 그 후 이틀이 지나 난징은 함락(4월 23일)되었다. 중화민국 정부는 이들에게 당시 광저우에서 가장 큰 13층의 호텔 군애반점(群愛飯店)를 마련해 주었으며, 대한민국 또한 이 호텔에 임시사무실을 차렸다. 이정방 참사관이 상하이로 갔기 때문에 최문경 1등서기관이 대리 대사를 맡게 되었다. 당시 상하이에는 총영사 신국권(申國權)이 있었으나 공산군이 밀어닥치자 대만으로 피난해 버렸기 때문에 대한민국에서는 베이징의 연경대학 출신으로 중국어에 능통한 이정방 참사관을 상하이에 파견, 교포들의 피난을 돕도록 했던 것이다.
1949년 8월 신석우(申錫雨)를 초대 주중화민국 대사로 임명하였다. 1949년 8월 26일, 신 대사는, 대만으로 피한 장제스를 대신하여 리쭝런 부총통에게 신임장을 제정하게 되었다. 최 대리 대사는 서울에서 샤오위린(중국어: 邵毓麟) 대사의 환영이 대단했으므로 중화민국 외교부도 그렇게 답례를 해 주도록 외교부 의전실에 특별히 당부를 하기도 했다. 그러나 신 대사를 마중나온 사람은 의전실장격인 외빈실장 뿐이었고 이 부총통에 대한 신임장을 제정했을 때도 조촐한 의식속에서 진행되었기 때문에 최 대리대사는 외교부 외빈실장을 찾아가 책상을 두드리며 항의를 하기도 했다.
“왕(王)실장, 우리나라에서는 군악대와 의장대를 동원하여 대대적으로 환영해 주었는데 이렇게 푸대접하는 이유는 무엇이오.”―최문경 1등서기관
“최 대사, 중국은 미국이나 영국이나 어느 나라 대사든 똑같이 의전대로 형식을 갖추고 있소. 그러나 당신네 나라는 무엇입니까. 무초 주한 미국 대사에 대한 환영에 비하면 우리 샤오 대사는 얼마나 푸대접을 받은 것입니까. 그런 차별대우가 더욱 곤란한 것입니다.”-중화민국 외교부 외빈실장

얼마 후 신 대사는 장제스 총통이 있는 곳에서라야 외교가 가능하다고 생각하고 최문경과 함께 타이베이시로 가서 장제스를 만나 난징과 광저우에서 중화민국 정부가 대한민국 공관에 대한 태도에 유감을 표시하였으며, 장제스는 신 대사의 손을 꽉잡고 “우리는 형제와 같은 국가이므로 곤경에서 더욱 이해하자”고 다짐하기도 했다. 그러나 신 대사와 최문경이 쌍십절 행사에 참석하기 위해 다시 광저우로 갔을 때 전황은 더욱 긴박하여 모두들 피난을 서두르고 있었다. 그래서 신 대사와 최문경은 다시 홍콩 총영사관으로 철수하고 한유동만 남아 공관 살림을 옮기기 시작했다. 결국 주중화민국 대한민국 대사관은 중국 공산당에 밀려 본토로부터 대만까지 3930km(약 1만 리)를 철수하여, ‘피난 공관’으로 가장 큰 고초를 겪기도 했다.
한국 전쟁이 발발하자 , 중화민국은 처음부터 국공 내전에서의 패배를 한반도 파병을 통해 만회한다는 구상을 하고 있었다. 이 계획은 중국 인민해방군(중공군)의 참전을 우려한 미국의 반대로 좌절됐지만 결국 중공군이 참전하게 되면서 심리전 요원을 파견하는 형태로 전쟁에 개입했다. 대한민국에 거주하던 화교학교 교원과 학생들이었던 심리전 요원들은 중공군을 상대로 투항을 권유하는 일을 맡았다.
1975년 장제스 총통이 서거하자 박정희는 그의 서거를 애도하는 대국민 특별담화를 발표하고 김종필 국무총리를 대표로 하는 조문 사절을 파견하였다.

### 1992년 이후

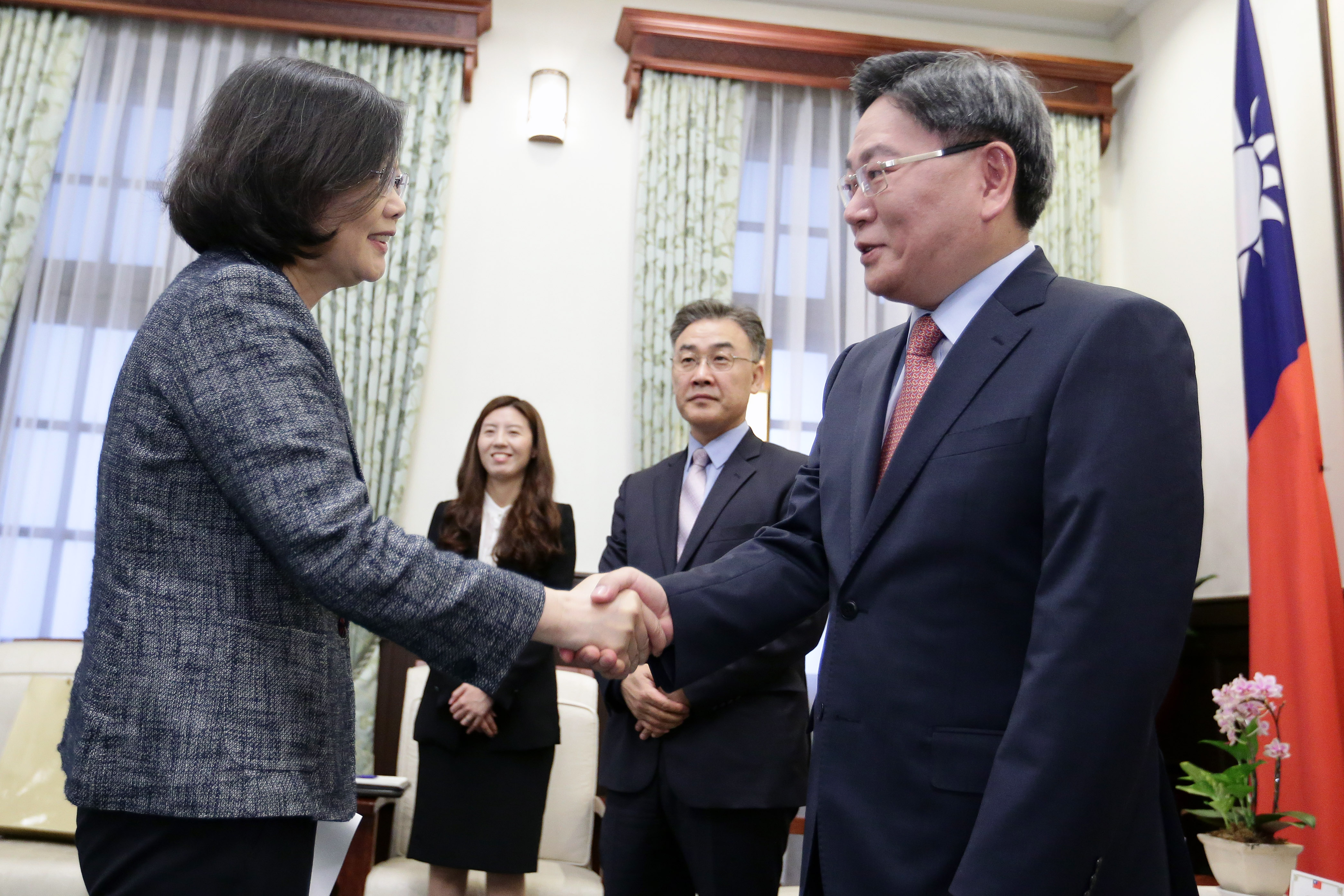
2016년 12월 22일 차이잉원 중화민국 총통은 양창수 주타이베이 대한민국 대표부 신임 대표와 악수하고 있다.

1992년 8월에 대한민국 정부가 중화인민공화국과 수교할 것임을 전격적으로 발표하자, 중화민국은 대한민국 외무부에 정식으로 항의하였으나 결과적으로 대한민국과의 외교 관계는 단절되었다. 단교 직후 양국의 민간 교류도 일시적으로 냉각되었다.
중화민국 정부는 대한민국과의 외교 관계 단절과 함께 대한민국산 상품에 대한 모든 무역 특혜 철폐, 대한민국과 대만 간의 항공 노선 운항을 금지하는 조치를 내렸다. 이에 따라 서울과 타이베이를 오가던 정기 여객기의 운행이 중단되고 당분간 전세기 편이 대체운항하였다. 정기 여객기 중단으로 1992년 42만명에 이르던 관광객수는 이듬해에 20만명으로 급감하였다가, 2003년에는 36만명 수준으로 회복되었다. 1993년에 서울특별시에 주한 타이베이 대표부가, 2005년에 부산광역시에 주한 타이베이 대표부 부산 사무처가 개설되면서 산업, 무역 분야에서는 교류가 점차 활발해지고 있다.
현재 대한민국에 약 2만 명의 중화민국 국적을 가진 화교가 거주하고 있다. 한편 이들의 조상은 90% 이상이, 현재 중화인민공화국의 영토인 산둥성 또는 만주 출신이다. 대만에는 모두 4,828명(재외국민 4,377명, 시민권자 451명)의 국민들이 거주(2015년 9월 기준)하고 있다.

## 정상 회담

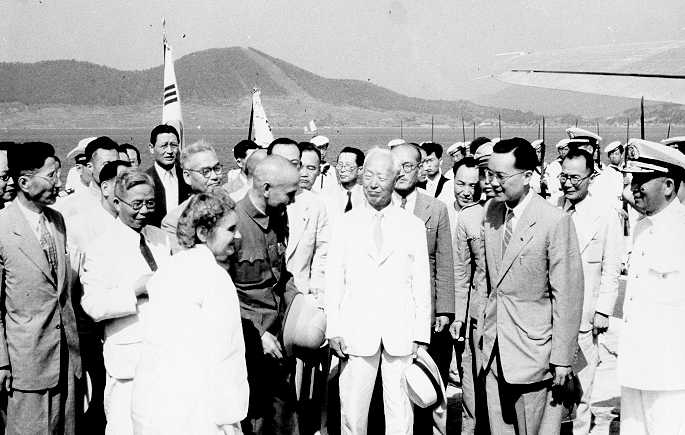
장제스와 이승만, 진해 (1949년 8월)

이승만 대통령이 대만을 방문, 장개석 총통의 영접을 받고 있다. (1953년 11월 27일)

1949년 8월 중화민국의 총통 장제스가 대한민국을 방문하여 이승만 대통령과 경상남도 진해(현 창원시)에서 정상회담을 가졌다. 1953년 11월 이승만이 타이완을 방문하여 정상회담을 하였다.
1966년 2월에는 박정희가 타이베이시를 방문하여 장제스와 정상회담을 하고 대한민국-중화민국 양 국의 국토수복 문제와 반공협력 방안을 협의하였다.

## 역대 공관장
| 대수      | 이 름          | 임기                           | 비고                                               |
| --------- | -------------- | ------------------------------ | -------------------------------------------------- |
| 특사      | 정환범(鄭桓範) | 1948. 11 ~ 1949. 1             |                                                    |
| 초대 대사 | 신석우(申錫雨) | 1949년 8월 ~ 1950년 3월        | 주중화민국대사관 (1949. 7. 29 대사관으로 승격)     |
| 2대 대사  | 이범석(李範奭) | 1950년12월 ~ 1951년 9월        |                                                    |
| 3대 대사  | 김홍일(金弘壹) | 1951년 10월 ~ 1960년 6월       |                                                    |
| 4대 대사  | 백선엽(白善燁) | 1960년 7월 ~ 1961년 7월        |                                                    |
| 5대 대사  | 최용덕(崔用德) | 1961년 7월 ~ 1962년 7월        |                                                    |
| 6대 대사  | 김신(金信)     | 1962년 10월 ~ 1970년 12월 26일 |                                                    |
| 7대 대사  | 김계원(金桂元) | 1971년 3월 ~ 1978년 11월       |                                                    |
| 8대 대사  | 옥만호(玉滿鎬) | 1978.11 ~ 1981. 5              |                                                    |
| 9대 대사  | 김종곤(金鍾坤) | 1981. 7 ~ 1985. 4              |                                                    |
| 10대 대사 | 김상대(金相台) | 1985. 4 ~ 1988. 7              |                                                    |
| 11대 대사 | 한철수(韓哲洙) | 1988. 7 ~ 1991. 7              |                                                    |
| 12대 대사 | 박노영(朴魯榮) | 1991. 7 ~ 1992. 8              | 1992. 8 한중 수교 및 중화민국과 단교, 대사관 철수. |

| 대수 | 사진 | 이 름          | 임기               | 비고                                             |
| ---- | ---- | -------------- | ------------------ | ------------------------------------------------ |
| 1    |      | 한철수(韓哲洙) | 1993.11 ~ 1995.12  | 주타이베이 대표부 (1992. 8. 24 단교에 따른 변경) |
| 2    |      | 강민수(姜敏秀) | 1996. 2 ~ 1999. 2  |                                                  |
| 3    |      | 윤해중(尹海重) | 1999. 2 ~ 2002. 2  |                                                  |
| 4    |      | 손훈(孫薰)     | 2002. 2 ~ 2004. 2  |                                                  |
| 5    |      | 황용식(黃龍植) | 2004. 3 ~ 2006. 2  |                                                  |
| 6    |      | 오상식(吳相式) | 2006. 2 ~ 2008. 9  |                                                  |
| 7    |      | 구양근(具良根) | 2008. 9 ~ 2011. 9  |                                                  |
| 8    |      | 정상기(丁相基) | 2011. 10~ 2014. 4  |                                                  |
| 9    |      | 조백상(趙百相) | 2014. 4 ~ 2016. 11 |                                                  |
| 10   |      | 양창수(楊昌洙) | 2016. 11 ~ 2019    |                                                  |
| 11   |      | 강영훈(姜永勳) | 2019. 5 ~          |                                                  |

## 교통
| 서울/인천 \|\| align=center\|ICN \|\| align=center\|RKSI \|\| 인천    | ○대한항공(1개): 타이페이(도원) ○아시아나항공(1개): 타이페이(도원)                                                                                                  |
| 부산/김해 \|\| align=center\|PUS\|\|align=center\|RKPK \|\| 김해      | ○대한항공(1개): 타이페이(도원) ○에어부산(1개): 타이페이(도원) |
| 서울/김포 \|\| align=center\|GMP\|\|align=center\|RKSS \|\| 김포      | ○이스타항공(1개): 타이페이(쑹산) ○티웨이항공(1개): 타이페이(쑹산)                                                                                                  |
| 제주 \|\| align=center\|CJU \|\| align=center\|RKPC \|\| 제주         | ○진에어(1개): 타이페이(도원) |
| 타이베이 \|\| align=center\|TPE \|\| align=center\|RCTP \|\| 타오위안 | ○중화항공(2개): 서울(인천), 부산(김해) ○에바 항공(1개): 서울(인천) ○부흥항공(2개): 부산(김해), 제주 ○캐세이퍼시픽 항공(1개): 서울(인천) ○타이항공(1개): 서울(인천) |
| 타이베이 \|\| align=center\|TSA \|\| align=center\|RCSS \|\| 쑹산     | ○중화항공(1개): 서울(김포) ○에바 항공(1개): 서울(김포) |
| 가오슝 \|\| align=center\|KHH \|\| align=center\|RCKH \|\| 가오슝     | ○만다린항공(1개): 서울(인천) ○유니 항공(1개): 서울(인천) |

## 같이 보기
- 대한민국 임시정부
- 대한민국의 경제
- 대한민국의 대외 관계
- 인도-태평양 전략
- 한국 화교
- 주타이베이 대한민국 대표부
- 중화민국의 경제